# Flinders Ranges (bergskedja)
Flinders Ranges är en uppbruten bergskedja i Australien.   Den ligger i delstaten South Australia, norr om Adelaide. Den sträcker sig 432 km i nord-sydlig riktning.